# Raymond Herbert Talbot
Raymond Herbert "Ray" Talbot, född 19 augusti 1896 i Chicago, död 30 januari 1955 i Pueblo, Colorado, var en amerikansk demokratisk politiker. Han var viceguvernör i Colorado 1933–1937 under Edwin C. Johnson och tjänstgjorde sedan som guvernör i tio dagar i januari 1937.
Talbots mormor var född i England och han hade ytterligare rötter i Montréal och på Irland. Föräldrarna flyttade från Illinois till Colorado när han var ett år gammal. Han gifte sig den 1 juni 1915 med Juniatta L. Wilson och paret fick två barn.
Talbot anställdes 1920 av Southern Colorado Power Company och gjorde sedan karriär som demokratisk delstatspolitiker. Edwin C. Johnson vann guvernörsvalet 1932 och Talbot valdes till viceguvernör. Johnson och Talbot omvaldes två år senare. Guvernör Johnson avgick i januari 1937 för att tillträda som ledamot av USA:s senat och Talbot fick tjänstgöra som guvernör i tio dagar. Han efterträddes som guvernör av Teller Ammons.
Metodisten Talbot avslutade sin karriär som postmästare i Pueblo och han gravsattes på Mountain View Cemetery.